# The Van Nostrand Tiara
The Van Nostrand Tiara è un cortometraggio muto del 1913 diretto da Anthony O'Sullivan. Prodotto dalla Biograph Company, aveva come interpreti James Cooley, Claire McDowell, Harry Carey, Hattie Delaro.

## Produzione
Il film fu prodotto dalla Biograph Company.

## Distribuzione
Distribuito dalla General Film Company, il film - un cortometraggio in una bobina - uscì nelle sale cinematografiche drgli Stati Uniti il 20 ottobre 1913. Nel Regno Unito il film fu distribuito l'11 dicembre 1913.

### Conservazione
Non si conoscono copie ancora esistenti della pellicola che viene considerata presumibilmente perduta.